# HD 125612 b
إتش دي 125612 ب هو كوكب خارج المجموعة الشمسية يدور حول نجم نسق أساسي من التصنيف G يسمى إتش دي 125612، ويقع على بعد 180 سنة ضوئية تقريبًا في كوكبة العذراء. اكتشفت الكوكب بطريقة السرعة الشعاعية وأعلن عنه يوم 10 أبريل 2007.

## وصلات خارجية
- "HD 125612". Exoplanets. مؤرشف من الأصل في 2016-11-30.